# Аэрофотосъёмка
А̀эрофо̀тосъёмка — фотографирование территории с определённой высоты от поверхности Земли при помощи аэрофотоаппарата, установленного на атмосферном летательном аппарате (самолёте, вертолёте, дирижабле и пр. или их беспилотном аналоге) с целью получения, изучения и представления объективных пространственных данных на участках произведенной съемки.
(Виды съёмок, производящиеся с помощью космических аппаратов (КА), выделяют в отдельный раздел «Космическая съёмка».)
Полученные при аэрофотосъёмке данные особенно применимы в картографии (см. фотограмметрия), при определении границ территорий, землеустройства (см. Земельный кадастр), видовой разведке, археологии, изучении окружающей среды, производстве кинофильмов и рекламных роликов и др.

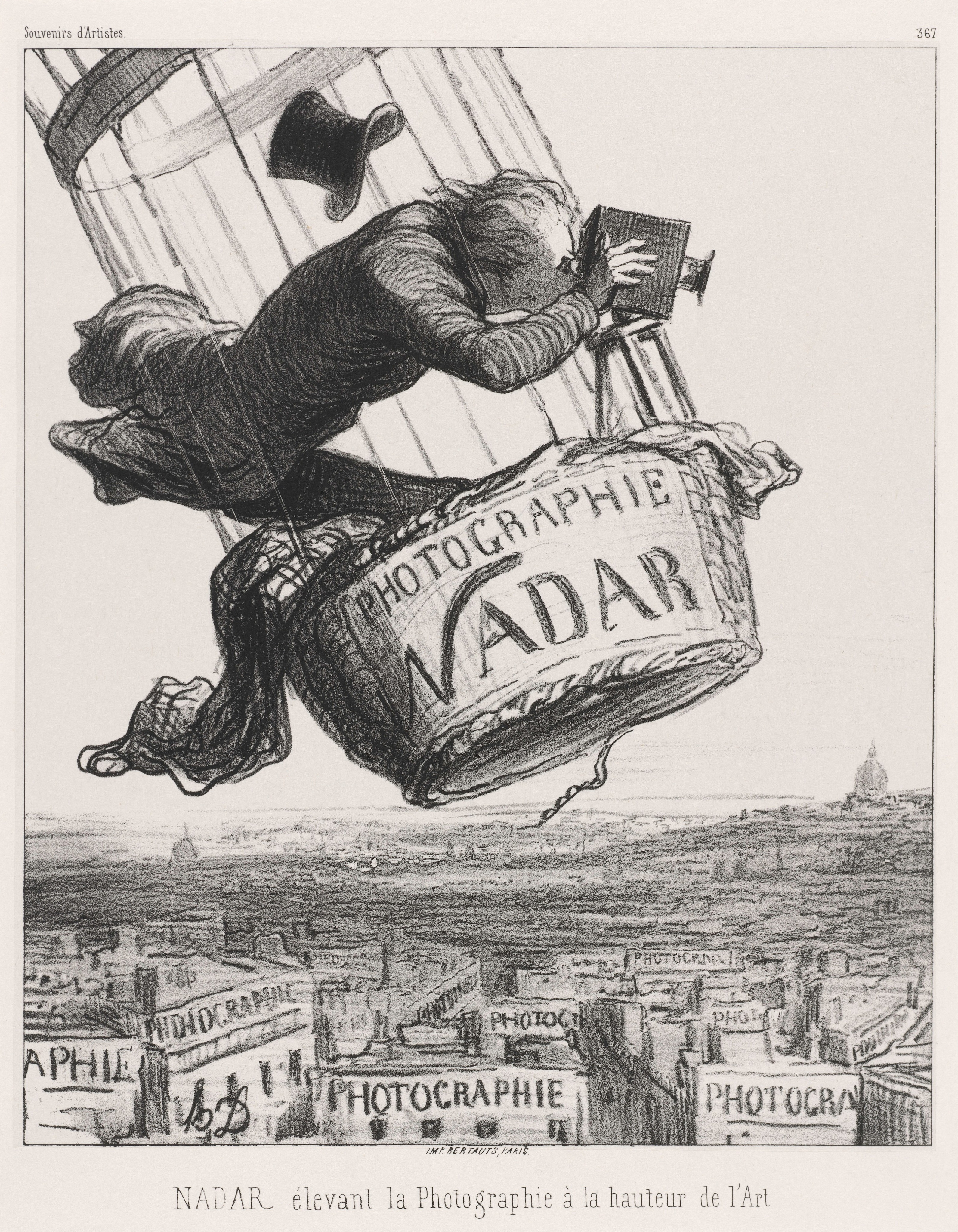
Карикатура Оноре Домье. «Надар, возвышающий фотографию до искусства» («Nadar élevant la Photographie à la hauteur de l’Art»), опубликованная 25 мая 1862 г. в Le Boulevard

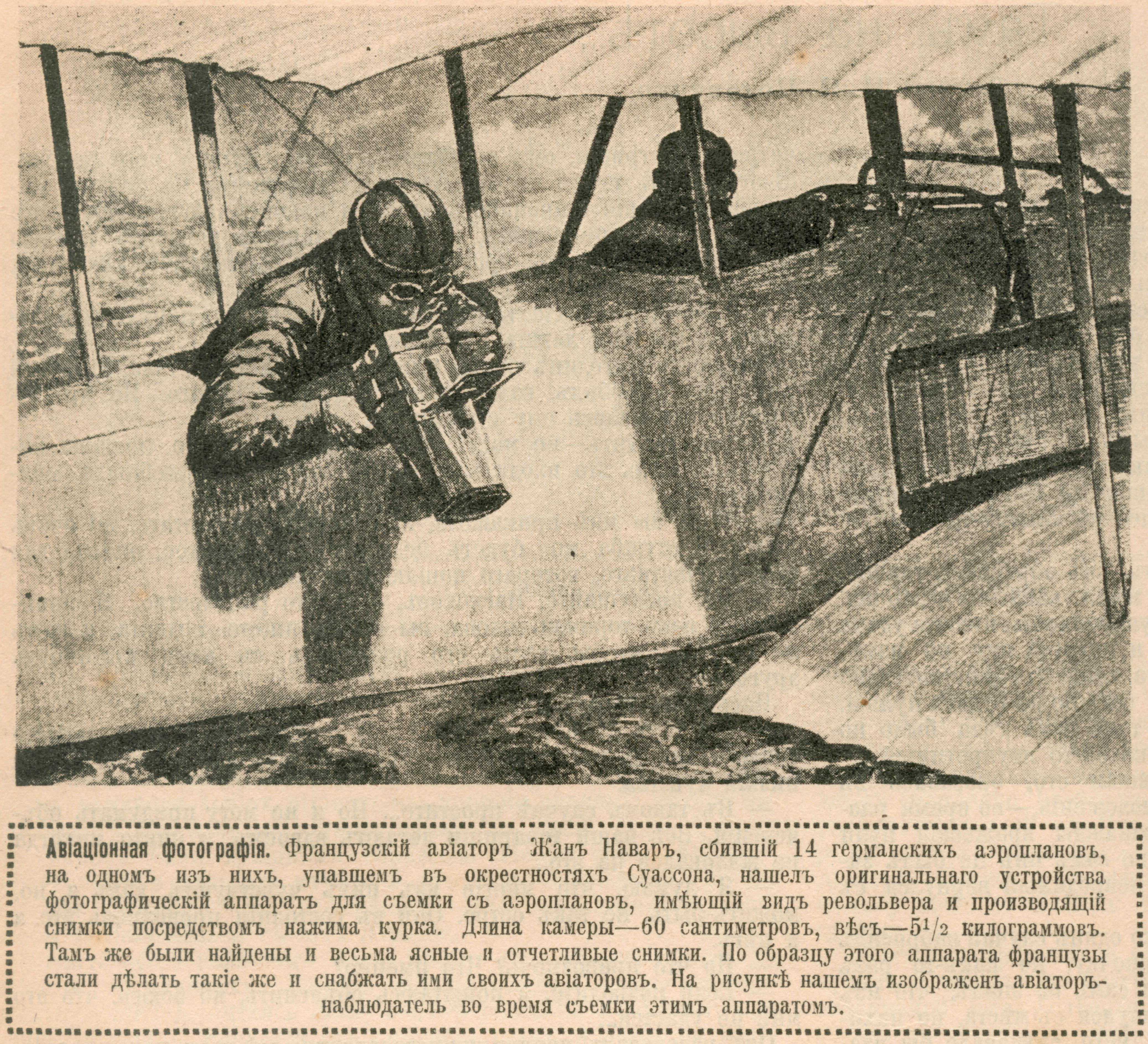
Авиационная фотосъёмка германских позиций с французского самолёта, 1916

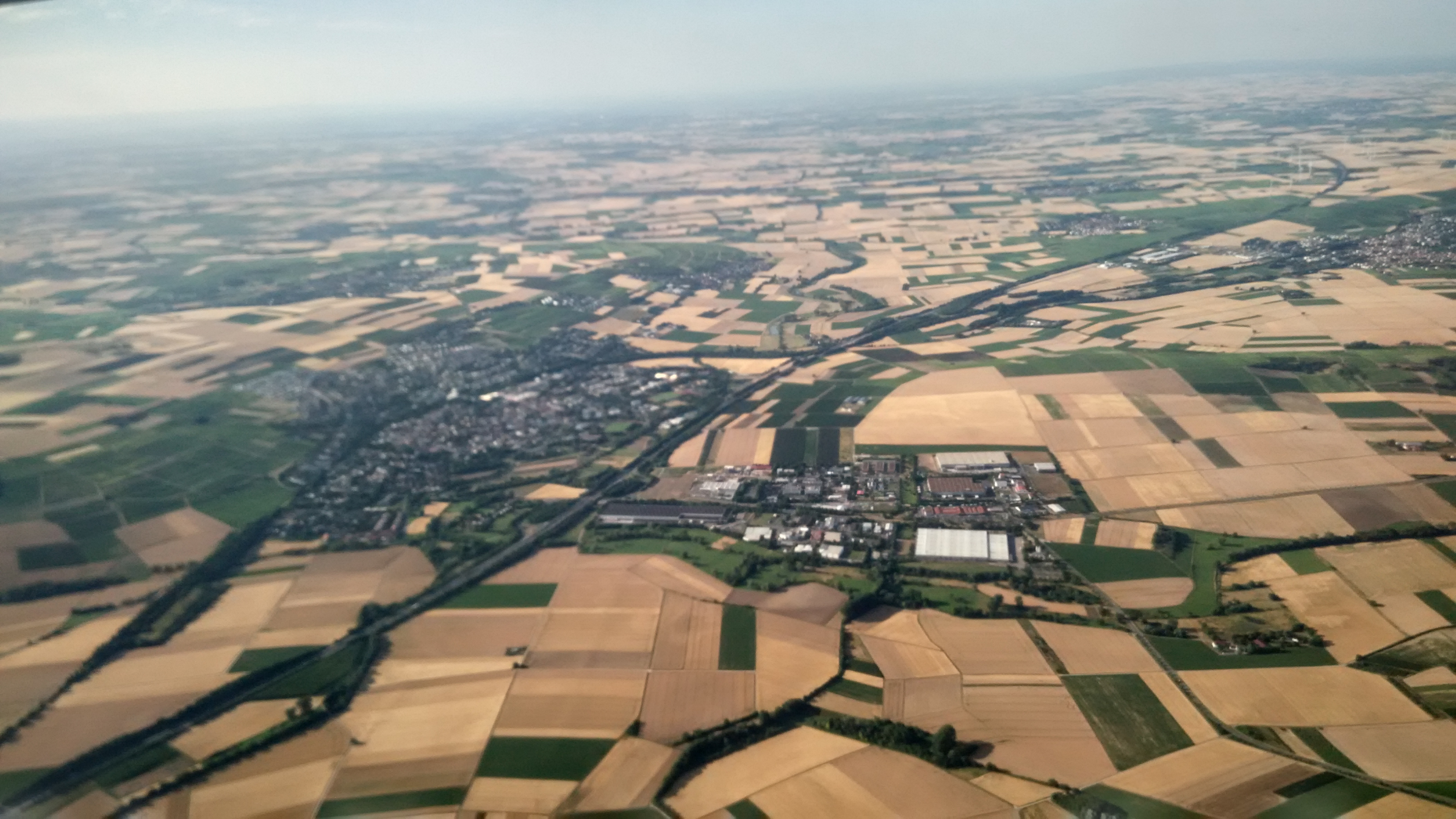

## История
Первая аэрофотосъёмка состоялась в 1858 г. над Парижем. Произвёл её французский фотограф и воздухоплаватель Гаспар-Феликс Турнашон, более известный под псевдонимом Надар.
В России зарождение аэрофотосъёмки относится к 18 июня 1886 года, когда Л. Н. Зверинцев специально сконструированным аппаратом с аэростата в свободном полёте выполнил съёмку Кронштадта.
В 1887 году французский фотограф Артур Батут разработал и выполнил фотосъёмку с помощью воздушного змея.
Среди различных способов ведения аэрофотосъёмки есть и довольно экзотические. Так в начале XX века немецкий аптекарь Юлиус Нойброннер запатентовал свой «Способ и средства для фотографирования пейзажей сверху» с помощью почтовых голубей. Этот способ пользовался успехом и завоевал награды на международных выставках в Дрездене, Франкфурте и Париже в 1909—1911 годах Голубиная фотосъёмка использовалась во время Первой мировой войны для ведения воздушной разведки и послужила прообразом современных «живых камер» устанавливаемых на диких и домашних животных. В 1911 году Военно-энциклопедический словарь Сытина сообщил о практическом применении изобретения Нойброннера: к этому времени в Германии изготовили автоматическую фотокамеру весом 75 граммов (предельная нагрузка голубя) со встроенным часовым механизмом, которая производила фотоснимки с заданным интервалом времени. Опытную эксплуатацию изобретения Нойброннера в военных целях уже осуществляли к 1911 году в Германии и Австро-Венгрии.
В 1898 г. Тиле Р. Ю. — пионер аэрофототопографии и инженерной фотограмметрии в России, изобрёл панорамограф, использовавшийся с воздушного шара. Был удостоен золотой константиновской медали Русского географического общества.
Первое использование кинокамеры, вмонтированной в летательный аппарат тяжелее воздуха, произошло 24 апреля 1908 года над Римом, во время съёмок короткометражного (3 мин. 28 сек.) немого киноролика «Уилбур Райт и его самолёт» (Wilbur Wright und seine Flugmaschine).
Первая полуавтоматическая камера, специально предназначенная для аэрофотосъёмки, была разработана русским военным инженером, полковником В. Ф. Потте в 1911 году Этот аэрофотоаппарат использовался во время Первой мировой войны.
В Первую мировую войну аэрофотосъёмка для военных целей практиковалась многими лётчиками; в числе этих пилотов был легендарный американец Фред Зинн. Одним из первых известных сражений, во время которых проводилась аэрофотосъёмка, была битва при Нев-Шапель (1915 г.).
Применение аэрофотосъёмки для картографирования впервые произошло тоже на фронтах Первой мировой войны. В январе 1918 г. по приказу генерала Алленби пять австралийских лётчиков эскадрильи № 1 Королевских военно-воздушных сил Австралии сфотографировали местность площадью 1 620 км2 в Палестине с целью корректировки и улучшения карт турецкого фронта. Лейтенанты Леонард Тэплин, Аллан Браун, Х. Л. Фрэзер, Эдвард Патрик Кенни и Л. В. Роджерс сняли территорию, которая простиралась от линии турецкого фронта на 51 км вглубь тыловых районов. Начиная с 5 января, они летали на истребителях сопровождения «Ройал Эйркрафт Фэктори B.E.2» и «Martinsyde» с целью отражения атак боевой авиации противника. Пилотам приходилось не только отбивать удары вражеской авиации, но ещё и преодолевать порывы ветра 29 м/с, огонь противовоздушной артиллерии противника, а также справляться с плохо работающим оборудованием. Поставленная задача была выполнена предположительно 19 января 1918 года.
Одним из наиболее успешных инициаторов коммерческого использования аэрофотосъёмки был Шерман Фэйрчайлд, который основал собственную компанию «Фэйрчайлд Эйркрафт» по проектированию и производству самолётов, предназначенных для полётов в условиях высокогорной местности. В 1935 году на борту самолёта аэротопографической службы компании «Фэйрчайлд Эйркрафт» был установлен блок с двумя камерами, работающими синхронно. Каждая камера, снабжённая пятью шестидюймовыми, а также десятидюймовыми линзами, делала снимки с высоты 23 000 футов (7 010,4 м). Один снимок охватывал территорию в 580 км2. Один из первых государственных заказов компании предусматривал аэротопографическую съёмку штата Нью-Мексико для изучения почвенной эрозии. Через год Фэйрчайлд применил более совершенную камеру для аэрофотосъёмки высокогорных местностей — она имела девять линз в одном блоке и могла снимать с высоты 31 555 футов (10144 м), причём, каждый снимок отображал территорию 1 622 км2. В 1939 году открылась первая британская компания, осуществлявшая коммерческую аэрофотосъёмку, Aerofilms.

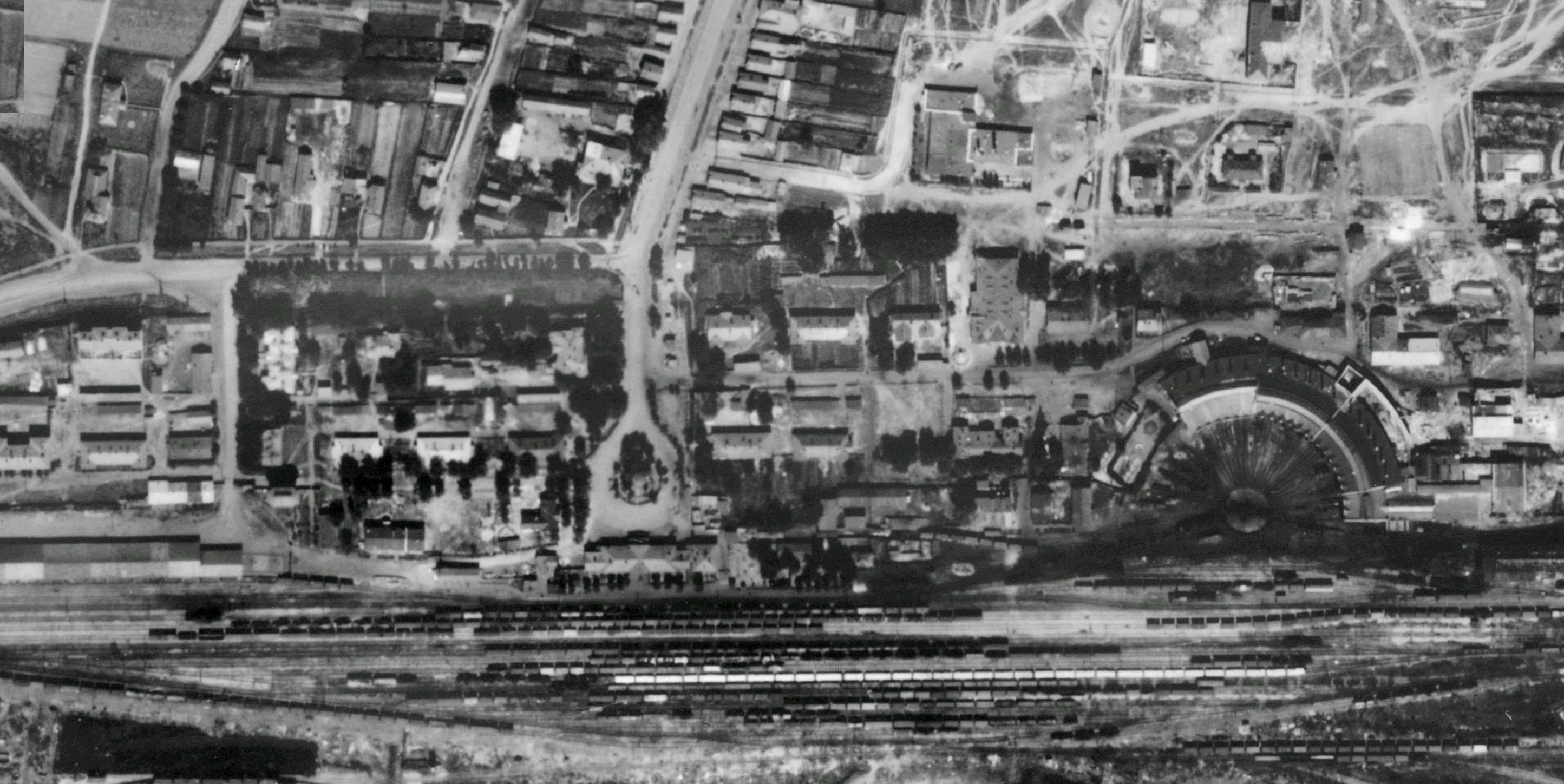
Железнодорожная станция Ржев-II на аэрофотоснимках сделанных Люфтваффе в 1941 году

## Фоторазведка
Для ведения стратегической воздушной разведки в годы Второй мировой войны в Германии было создано специальное авиационное подразделение известное как «группа Ровеля» (нем. Kommando Rowehl). Группа имела на вооружении флот высотных бомбардировщиков (Do 215 B-2, He 111, Ju 88, Ju 86 P), модифицированных для ведения аэрофотосъёмки. Накануне вторжения в СССР, летая на высотах, недоступных для истребителей ВВС РККА, группа выполнила обширный объём фотосъёмки стратегических объектов в западной части СССР, включая военные аэродромы. Снимки позволили спланировать и осуществить массированные налеты на базы ВВС, что практически нейтрализовало ВВС на начальном этапе войны.

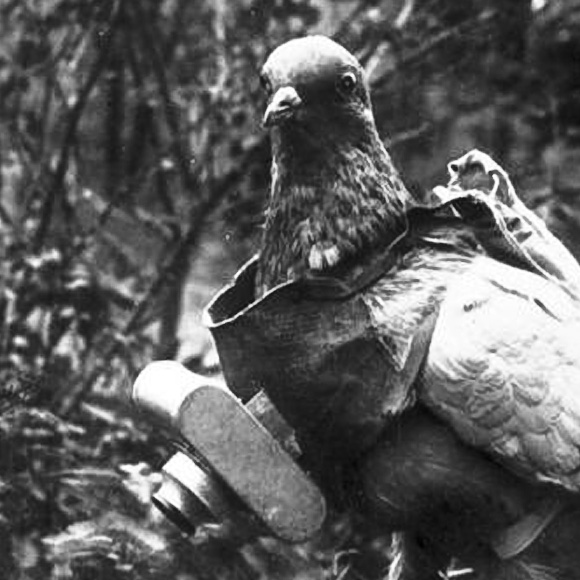
Голубь с камерой для аэрофотосъёмки

## Способы аэрофотосъёмки
При съёмке заданной местности оптическая ось объектива аэрофотоаппарата может занимать строго вертикальное или наклонное положение. При этом аэрофотосъёмка называется плановой или перспективной соответственно. Также возможно фотографирование на цилиндрическую поверхность вращающимся объективом. Такая съёмка носит название панорамной.
В основном, аэрофотосъёмка выполняется фотоаппаратом с одним объективом, но если требуется увеличить площадь снимка, используются многообъективные аэрофотоаппараты.
Могут выполняться одиночные аэроснимки, кроме того, может производиться фотографирование по определённому направлению или по площади. При этом аэросъёмка носит название маршрутной или площадной, соответственно.

## Ведение аэрофотосъёмки
Для корректного прокладывания маршрута при аэрофотосъёмке часть участка местности, сфотографированного на одном снимке, обязательно должна быть отображена и на другом. Эту особенность аэрофотоснимков называют продольным перекрытием. Продольное перекрытие — это отношение площади, сфотографированной на двух соседних снимках, к площади, изображённой на каждом отдельном снимке, выраженное в процентах. Обычно значение продольного перекрытия на аэрофотоснимках составляет 60 %, хотя в особенных случаях данные значения могут быть изменены в соответствии с требованиями к этим снимкам.
Если требуется провести аэрофотосъёмку обширного по ширине участка, то фотографирование заданной площади производят серией параллельных маршрутов, имеющих поперечное перекрытие. При такой фотосъёмке стандартное значение перекрытия обычно составляет 30 %.
Для проведения аэрофотосъёмки задаются высота полёта относительно фотографируемой местности, фокусное расстояние камеры аэрофотоаппарата, сезон, время и порядок прокладывания маршрутов.
Из-за подвижности основания при аэрофотосъёмке в каждый момент фотографирования центр проектирования объектива и плоскость аэроснимка занимают произвольное положение. Величины, определяющие пространственное положение снимка относительно принятой системы координат, называются элементами внешнего ориентирования снимка. Это три линейные координаты центра проектирования xs, ys, zs и три угла, определяющие поворот снимка вокруг трёх осей координат.
В связи с развитием технологий спутникового позиционирования в последнее время при производстве аэрофотосъёмки (с целью облегчения обработки результатов) большой популярностью пользуются системы GPS и ГЛОНАСС.

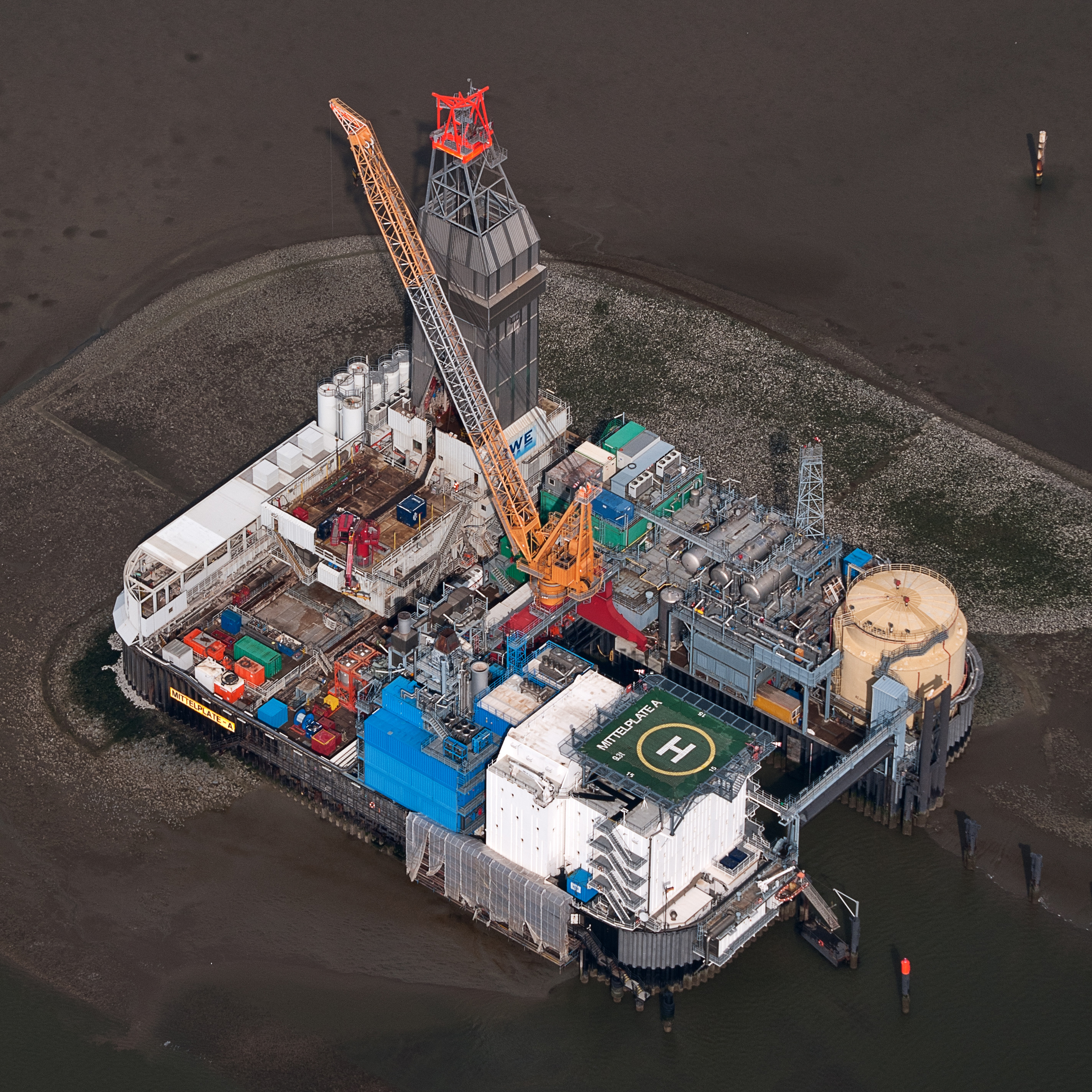
Морская буровая установка, вид с летательного аппарата.

### Определение координат сфотографированных точек
Для определения пространственных координат сфотографированных точек по аэрофотоснимкам сначала находят элементы внешнего ориентирования снимков. Этими точками могут стать некоторые достоверно определённые координаты геодезических или иных объектов, которые отчетливо видны на снимках. Для установления в полёте элементов внешнего ориентирования аэрофотосъёмки применяют следующие устройства:
- статоскоп — фиксирует изменение высоты полёта по изменению давления воздуха;
- радиовысотомер — определяет высоту фотографирования относительно местности (см. аэрорадионивелирование);
- радиогеодезические станции — дают возможность определять расстояния от самолёта до станций, расположенных на земной поверхности в точках, имеющих точные геодезические координаты.[1]

В сумме все данные позволяют вычислить координаты центра проектирования. Показания гировертикали дают возможность найти углы наклона снимка. Эти же углы можно определить обработкой снимков, на которых запечатлены звёздное небо, положение Солнца или линия горизонта.

## Дешифрирование аэрофотоснимков
В настоящее время обработку (в том числе дешифрирование) полученных изображений ведут с помощью специальных компьютерных комплексов — Цифровых фотограмметрических станций (ЦФС) — например, Intergraph ImageStation или PHOTOMOD. При этом дополнительно выполняются коррекции перспективы, дисторсии и иных оптических искажений, цветовая и тоновая коррекция полученных снимков, сшивка смонтированного фотоплана в единое изображение, каталогизация изображений, совмещение их с уже существующими картографическими материалами, включение в Географические информационные системы (ГИС) и пр.

## Техника и аппаратура для аэрофотосъёмки
- Ан-30 — самолёт воздушного наблюдения и аэрофотосъёмки.
- Сверхлёгкая авиация — парапланы, парамоторы, автожиры, мотодельтапланы.
- Уран — светосильные высококачественные объективы для аэрофотокамер.
- Ортогон — специальные прецезионные ортоскопические объективы для аэрофотокамер.
- Различные беспилотные летательные аппараты (БПЛА), в том числе мультикоптеры